# Xarxa Teatre
Xarxa Teatre és un grup internacional de teatre de carrer, creat en 1983 a Vila-real, que ha actuat en els cinc continents. Es considera una de les companyies de teatre amb més ressò internacional des de l'inici del segle XXI. Mesclen de manera original el teatre visual, la música i la coreografia. Inicialment feien espectacles per a infants, però de mica en mica van evolucionar vers propostes de gran format per a adults, sovint lligats amb elements de cultura popular.
S'inscrivien en un llarg moviment exitós de teatre «no textual» que va iniciar-se als anys 1980. Altres exponents n'eren Els Comediants, Dagoll Dagom, Sèmola Teatre, La Fura dels Baus, El Tricicle, La Cubana, Vol.Ras i Zotal Teatre. Segons Francesc Massip: «la millor avantguarda teatral ibèrica de final del segle xx parlava català, tot i que sovint no parlava».
El 2014, Xarxa Teatre va rebre el Premi de la Crítica del País Valencià.

## Història
Xarxa Teatre va néixer el 1983 a partir d’un grup, el Teatre Carbonaire, fundat el 1980 a l’Institut de Secundària de la Vall d’Uixò (la Plana Baixa). El primer president de l'associació cultural fou Adolf Piquer (1983-86). Es va dedicar inicialment a espectacles de carrer per a públic infantil (La bruixa Marruixa, 1983; La barba del Rei Barbut, 1985); d’ençà el 1986, però, va incorporar als espectacles de carrer la pirotècnia tradicional valenciana (que disposa d'elements tan característics com el bou de foc). La nit màgica (1986), espectacle que continua representant-se, els va obrir la porta a Europa i a Amèrica Llatina. Del 1987 és El dolçainer de Tales, un muntatge que reprodueix l’estructura d’una festa major valenciana contemplada, això sí, amb ironia.
La bona acollida no sols al País Valencià sinó, molt especialment, en l'àmbit internacional, va fer que el grup es plantegés muntatges en què, sense renunciar a les seues arrels tradicionals, reflexione sobre alguns dels problemes que afecten la societat contemporània: el colonialisme i la destrucció de les societats pretesament primitives (Ibers, 1990), o el Carnaval contra la guerra (Vinaròs, 1991). Amb El foc del mar (1990), en què es combina pirotècnia, falles i una estètica mironiana, el grup va consolidar el prestigi internacional, i va ser convidat el 1994 a crear un espectacle per a la inauguració del túnel sota el Canal de la Mànega. Es tracta de Veles e vents, en què ecologia i denúncia de la destrucció de la mar es donen la mà. L’obra, de grans dimensions i concebuda per a ser contemplada per milers de persones, potencia més la visió que la participació dels espectadors. L’èxit internacional d’aquesta proposta, que es va representar en desenes de llocs, van portar el grup a participar en nombrosos festivals arreu el món i va fer que li encarreguessen espectacles commemoratius de grans dimensions (potser el més memorable és Tierra de júbilo, Potes, Cantàbria, 2006).
El 1999 el grup fundà la revista de teatre Fiestacultura, dirigida per Pasqual Mas i Usó (1999-2011). Del 2000 data el muntatge de Déus o bèsties, una reflexió sobre el paper dels bous a la mitologia i al folklore mediterrani; del 2006, Les rates mortes, en què recuperen el caràcter itinerant i reelaboren dramàticament l’estètica d’Ensor. El 2009 estrenen Prosérpina, amb màscares dissenyades per Juan Ripollés. En el muntatge Papers! (2013) reflexionen sobre el problema de l’emigració en una Unió Europea en crisi.